# Regiunea Iaroslavl
Regiunea Iaroslavl (în rusă Ярославская область) este o regiune adminstrativă situată în Rusia Centrală. Clima regiunii este o climă temperat-continentală, peste 40% din suprafața regiunii fiind împădurită. Regiunea este străbătută de Volga, care formează aici lacul de acumulare Rîbinsk. Prin bogăția florei și faunei, regiunea a devenit o atracție turistică. Principalele ramuri industriale sunt industria chmică, industria petroliferă, industria textilă și industria lemnului.

## Subdiviziuni administrative
| Districte urbane   | Locuitori | Locuitori oras | Locuitori la sat |                    |
| ------------------ | --------- | -------------- | ---------------- | ------------------ |
| Iaroslavl          | 603.735   | 603.735        | ---              |                    |
| Pereslavl-Zalesski | 42.729    | 42.729         | ---              |                    |
| Rostov Veliki      | 33.238    | 33.238         | ---              |                    |
| Rîbinsk            | 214.945   | 214.945        | ---              |                    |
| Tutaev             | 41.972    | 41.972         | ---              |                    |
| Uglici             | 36.503    | 36.503         | ---              |                    |
| Raion              | Locuitori | Locuitori oras | Locuitori la sat | Sediul             |
| Balșoe Selo        | 9.983     | ---            | 9.983            | Balșoe Selo        |
| Borissoglebski     | 13.786    | 5.663          | 8.123            | Borissoglebski     |
| Breitovo           | 8.462     | ---            | 8.462            | Breitovo           |
| Danilov            | 27.882    | 16.573         | 11.309           | Danilov            |
| Gavrilov-Iam       | 28.124    | 18.645         | 9.479            | Gavrilov-Iam       |
| Iaroslavl          | 51.240    | 7.099          | 44.141           | Iaroslavl          |
| Liubim             | 13.148    | 5.954          | 7.194            | Liubim             |
| Mîșkin             | 11.335    | 5.896          | 5.439            | Mîșkin             |
| Novîi Nekous       | 18.623    | ---            | 18.623           | Novîi Nekous       |
| Nekrassovsk        | 23.360    | 10.876         | 12.484           | Nekrassovskoe      |
| Pereslavl          | 21.155    | ---            | 21.155           | Pereslavl-Zalesski |
| Pervomaisk         | 12.599    | 5.004          | 7.595            | Precistoe          |
| Poșehonsk          | 17.078    | 6.864          | 10.214           | Poșehone           |
| Rostov             | 36.813    | 17.597         | 19.216           | Rostov             |
| Rîbinsk            | 30.032    | 2.873          | 27.159           | Rîbinsk            |
| Tutaev             | 16.515    | 5.755          | 10.760           | Tutaev             |
| Uglici             | 14.588    | ---            | 14.588           | Uglici             |

## Localități
In Regiunea Iaroslavl se află se găsesc 11 orașe și 13 localități de tip urban.
| Oras*/Localitate    | Numele rusesc        | Raion          | Locuitori (1. ianuarie 2006) |
| ------------------- | -------------------- | -------------- | ---------------------------- |
| Borissoglebski      | Борисоглебский       | Borissoglebski | 5.663                        |
| Burmakino           | Бурмакино            | Nekrassovskoe  | 3.218                        |
| Danilov*            | Данилов              | Danilov        | 16.573                       |
| Gavrilov-Iam*       | Гаврилов-Ям          | Gavrilov-Iam   | 18.645                       |
| Ișnia               | Ишня                 | Rostov         | 3.242                        |
| Iaroslavl*          | Ярославль            |                | 603.735                      |
| Konstantinovski     | Константиновский     | Tutaev         | 5.755                        |
| Krasnîi Profintern  | Красный Профинтерн   | Nekrassovskoe  | 1.406                        |
| Krasnîe Tkaci       | Красные Ткачи        | Iaroslavl      | 4.019                        |
| Lesnaia Poliana     | Лесная Поляна        | Iaroslavl      | 3.080                        |
| Liubim*             | Любим                | Liubim         | 5.954                        |
| Mîșkin*             | Мышкин               | Mîșkin         | 5.896                        |
| Nekrassovskoe       | Некрасовское         | Nekrassovskoe  | 6.252                        |
| Pereslavl-Zalesski* | Переславль-Залесский |                | 42.729                       |
| Pesocinoe           | Песочное             | Rîbinsk        | 2.873                        |
| Petrovskoe          | Петровское           | Rostov         | 5.150                        |
| Porecie-Rîbnoe      | Поречье-Рыбное       | Rostow         | 1.795                        |
| Poșehone*           | Пошехонье            | Poșehone       | 6.864                        |
| Precistoie          | Пречистое            | Pervomaisk     | 5.004                        |
| Rostov*             | Ростов               |                | 33.238                       |
| Rîbinsk*            | Рыбинск              |                | 214.945                      |
| Semibratovo         | Семибратово          | Rostov         | 7.410                        |
| Tutaev*             | Тутаев               |                | 41.972                       |
| Uglici*             | Углич                |                | 36.503                       |